# Bonnetia holostyla
Bonnetia holostyla là một loài thực vật có hoa thuộc họ Clusiaceae.
Loài này chỉ có ở Colombia.